# Ceia de Cristo em Emaús (MNAA)
Ceia de Cristo em Emaús é uma pintura a óleo sobre madeira de carvalho pintada na segunda metade do século XV por pintor português do gótico final de que se desconhece a identidade e que se encontra actualmente no Museu Nacional de Arte Antiga, em Lisboa.
A Ceia de Cristo em Emaús representa o episódio bíblico homónimo 
descrito em Lucas XXIV (Lucas 24:13–31). Após ter ressuscitado, Cristo aparece sem se identificar a dois discípulos que regressam à aldeia de Emaús acompanhado-os até ao destino. Chegados, Cristo é convidado a cear na casa de um deles e, à mesa, segundo Lucas, Cristo "pegou no pão, deu graças a Deus, partiu-o e dividiu-o com eles. Foi então que se lhes abriu o entendimento e o reconhecerem, mas nisto ele desapareceu".
De acordo com o antigo director do MNAA João Couto, esta pintura é próxima do Retábulo quatrocentista do Mosteiro de  Santa Clara, em Coimbra. O historiador Pedro Dias concorda com esta visão referindo que Ceia de Cristo em Emaús se integra num importante grupo de pinturas que teve expoente no Retábulo de Santa Clara, obras marcadas por um estilo muito próprio, mas com conhecimento da pintura de Nuno Gonçalves, e que alguns autores atribuem a um misterioso Mestre Hilário, sendo este desconhecido Mestre, a seguir a Nuno Gonçalves, o mais importante pintor português do século XV.

## Descrição
No centro da composição, Cristo ressuscitado abençoa o pão da ceia com os dois seguidores de Emaús, sentados todos junto a uma mesa coberta por uma toalha branca. A cena decorre no interior de uma sala com pavimento de mosaicos vendo-se um leito de dossel ao fundo e arcarias de fantasia.
Segundo Pedro Dias, trata-se de um painel incompleto, em que as figuras têm uma modelação fortíssima, sendo tratadas como se fossem esculturas, havendo individualização dos rostos e marcas de vincada personalidade, num ambiente singelo dado com economia de meios seguindo o modelo de Nuno Gonçalves em o Martírio de S. Vicente.

## Apreciação
João Couto, antigo director do MNAA, escreveu que "...a pintura havia sido lastimavelmente repintada no decorrer dos anos, a ponto da sua enorme importância ter escapado aos estudiosos. Mas a observação de um e de outro pormenor levou-me a considerar a sua qualidade e a mandar proceder ao seu imediato restauro. Limpa a sujidade que cobria as quatro tábuas componentes do painel, apareceu uma obra notável pela riqueza de colorido, pela nobreza da expressão de Cristo e pela invulgar composição decorativa."
Por sua vez, José Luís Porfírio, também anterior director do MNAA, considerou a Ceia de Cristo em Emaús "uma pintura que se lê com alguma dificuldade e com crescente surpresa: a cama não se entende de início, é o olhar que a reconstitui na sua dimensão espacial; o chão do segundo plano aparece vertiginosamente inclinado (facto que o posicionamento da pintura dentro do Retábulo original poderia ajudar a disfarçar), enquanto a mesa nos aparece como um objecto impossível (hexágono? octógono?), funcionado com um elo aglutinador das figuras. Estamos certamente perante um pintor que experimenta empiricamente um novo método que não conhece bem e que não domina na totalidade."
José A. Seabra de Carvalho caracterizando estilisticamente a obra refere que "o tipo de desenho das mãos e do pregueado das vestes também detém parentesco com figuras dos volantes do Retábulo de Coimbra, bem como a intensidade dos tons de amarelo e de vermelho. Contudo, o colorido da Ceia é mais harmónico, gerando uma unidade interna na composição que se não reconhece tão impositivamente nos painéis do Tríptico. (...) O que no Tríptico é um arcaísmo de linguagem, na Ceia passa a experiência de monumentalidade."
Para Manuel Batoréo, a Ceia de Cristo em Emaús aproxima-se sobretudo, embora por via indirecta, de obras de Dirck Bouts, em especial de Ceia em Casa de Simão, na Gemäldegalerie de Berlim, e principalmente da Última Ceia da Igreja de S. Pedro de Lovaina, embora Bouts exiba uma riqueza de elaboração, sobretudo ao nível do pormenor que o Mestre da Ceia não atinge. Quanto ao formato invulgar da mesa, encontra paralelismo na grisalha da Adoração dos Magos, também de Bouts, no Museu do Prado.
Manuel Batoréo considera também que esta pintura pode ter feito parte de um conjunto retabular de grandes dimensões e de temática eucarística, porque não é provável que o tema fosse pintado isoladamente e pelo gesto de Cristo a abençoar um pão partido, como ocorreu na Última Ceia. Considerando que a obra está truncada, propõe numa reconstituição conjectural que originalmente a obra teria uma janela do lado esquerdo e uma porta do lado direito, segundo um eixo que passaria pela face de Cristo.
Ainda para Manuel Batoréo, um retábulo de grandes dimensões teria sido destinado a um templo de grande importância sendo uma das hipóteses o Convento de Santa Clara, onde também se encontrava o grandioso Retábulo cujo remanescente se encontra no MNMC, podendo o seu autor ter sido igualmente Vicente Gil, o pintor régio do tempo de D. João II e que trabalhou para encomendas da rainha D. Leonor.